# Lauret, Hérault
Lauret là một xã thuộc tỉnh Hérault trong vùng Occitanie phía nam nước Pháp. Xã này nằm ở khu vực có độ cao trung bình 160 mét trên mực nước biển. Dân số thời điểm năm 1999 là 549 người.